# ميلان-سان ريمو 2014
ميلان-سان ريمو 2014 هو سباق دراجات هوائية أقيم بتاريخ 23 مارس، تكون السباق من مرحلة واحدة وامتدّ لمسافة 294 كم بسرعة 42.410 كم/س، استغرق السباق 6 ساعة 55 دقيقة 56 ثانية. فاز به النرويجي ألكسندر كريستوف وحلّ ثانيا السويسري فابيان كانسيليرا بينما حصل على المركز الثالث البريطاني بن سويفت.

## الترتيب
| م                     | الدرّاج           | البلد           | الزمن                    |
| --------------------- | ---------------- | --------------- | ------------------------ |
| الفائز بالترتيب العام | ألكسندر كريستوف  | النرويج         | 6 ساعة 55 دقيقة 56 ثانية |
| الثاني                | فابيان كانسيليرا | سويسرا          |                          |
| الثالث                | بن سويفت         | المملكة المتحدة |                          |